# Semiothisa irregulata
Semiothisa irregulata är en fjärilsart som beskrevs av Walker 1861. Semiothisa irregulata ingår i släktet Semiothisa och familjen mätare. Inga underarter finns listade i Catalogue of Life.